# ZX Printer

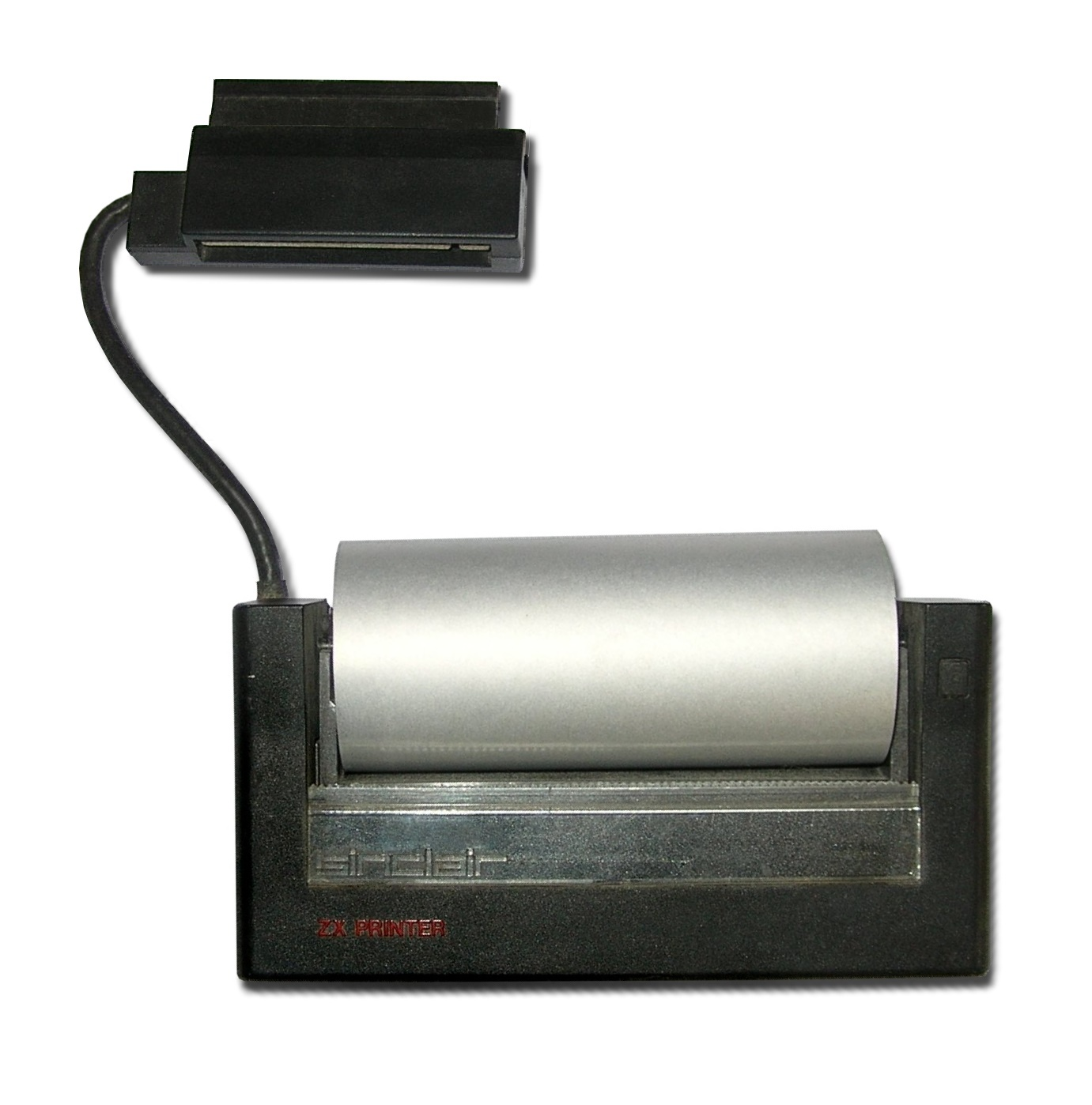
Drukarka ZX Printer

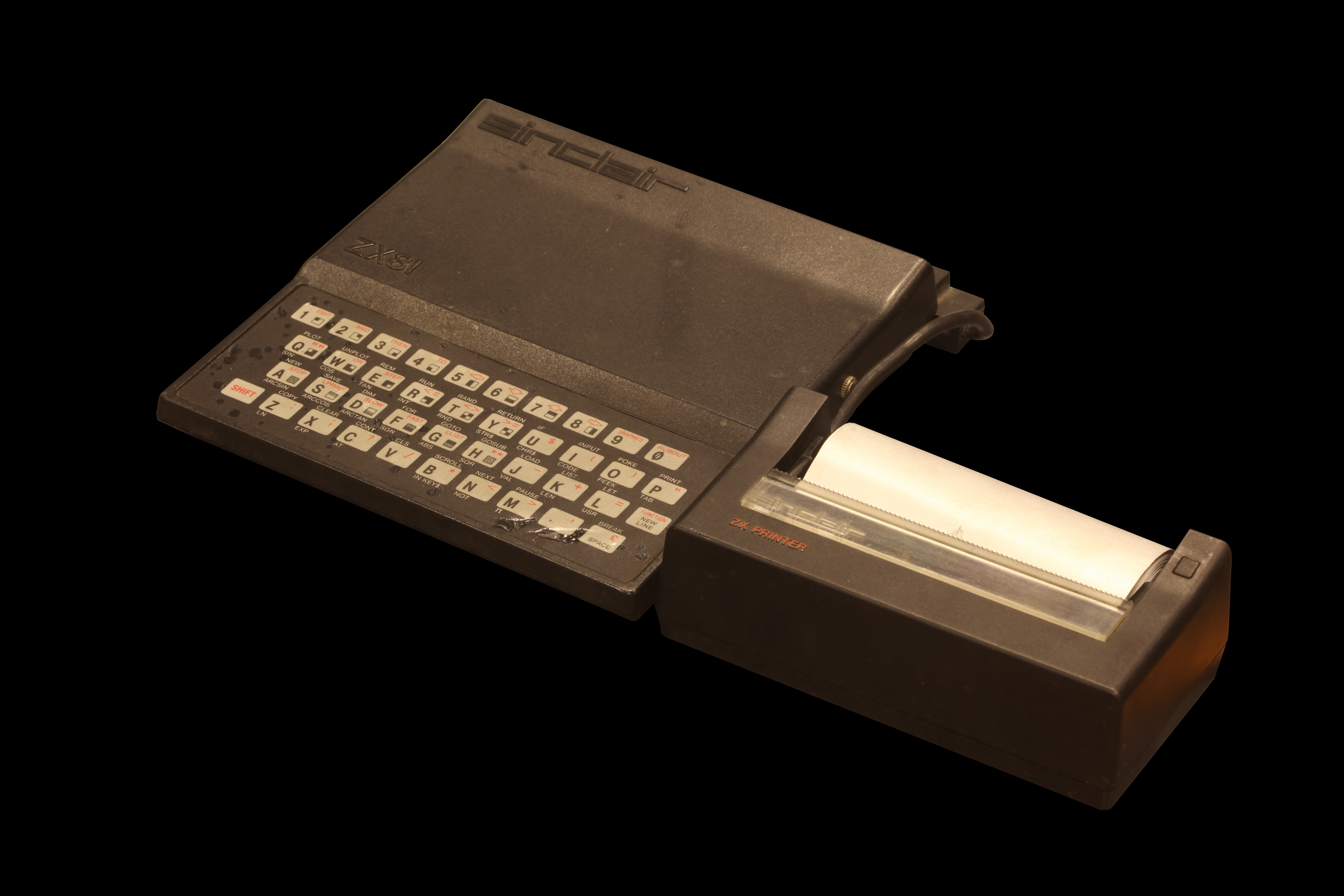
Drukarka ZX Printer podłączona do komputera ZX-81

ZX Printer – mała drukarka iskrowa angielskiej firmy Sinclair zaprojektowana specjalnie dla komputera ZX-81, wprowadzona do sprzedaży w listopadzie 1981. Mogła być również używana przez późniejszy ZX Spectrum i wcześniejszy ZX-80 (jednak w przypadku ZX-80 wymagany była wymiana pamięci ROM). 

## Opis
Podłączona do szyny rozszerzeń komputerów ZX-80, ZX-81 i ZX Spectrum, współpracowała tylko z tymi komputerami lub kompatybilnymi. Była bardzo tania w porównaniu z innymi wówczas dostępnymi konstrukcjami, kosztowała 49,95 funtów (dobrej klasy drukarki kosztowały wówczas ponad 250 funtów) i cieszyła się znaczną popularnością pomimo kiepskiej jakości druku, co było spowodowane przede wszystkim ograniczeniami technicznymi drukarki iskrowej i metalizowanego papieru.
W trybie graficznym pozioma rozdzielczość drukarki wynosiła 256 pikseli, w trybie tekstowym ZX Printer drukował 32 znaki w linii (były to wartości identyczne z rozdzielczościami ekranu całej rodziny komputerów Sinclair ZX). Drukarka była projektowana dla użytkowników pragnących drukować listingi ich programów. Niska jakość druku wynikająca z użytej technologii praktycznie uniemożliwiała jej użycie do bardziej reprezentacyjnych zadań.  Elektrostatyczny, metalizowany papier miał stosunkowo krótką żywotność, łatwo uszkadzał się nawet przez dotyk i szybko bladł.
Drukarka była sprzedawana w Stanach Zjednoczonych jako produkt firmy Timex o nazwie TS 2040.

## Użycie drukarki
Drukarki można było używać za pomocą dedykowanych poleceń języka Sinclair BASIC:
- LPRINT - odpowiednik instrukcji PRINT, jednak zamiast wyświetlenia na ekranie wynik zostaje przekierowany na drukarkę
- LLIST - wydrukowanie bieżącego programu w BASICu
- COPY - wydrukowanie kopii ekranu[3]